# Trioza marginepunctata
Trioza marginepunctata är en insektsart som beskrevs av Flor 1861. Trioza marginepunctata ingår i släktet Trioza och familjen spetsbladloppor. Inga underarter finns listade i Catalogue of Life.